# Барселонський трамвай
Історично місто Барселона в іспанській автономній громаді Каталонії мало розвинено трамвайну мережу. 
Перша трамвайна лінія міста була відкрита в 1872 році, але майже всі ці історичні лінії були закриті до 1971 року, їх замінили автобуси та Барселонський метрополітен. 
Єдина лінія, що вціліла, Tramvia Blau, була збережена як туристичний атракціон, використовуючи історичний рухомий склад. 
Проте на початку 21 століття у передмісті міста відкрито дві нові трамвайні системи, Trambaix і Trambesòs.

## Історія
Першою трамвайною лінією в Барселоні був кінний трамвай Barcelona-Gràcia (Josepets), відкритий компанією «Barcelona Tramways» 28 червня 1872 року. 
За декілька років лінії були побудовані по всій Барселоні та багатьох навколишніх селах. 
Оскільки трамвайні колії допомогли інтегрувати мегаполіс, ці села стали кварталами сьогоднішньої Барселони. 

Лінії будували декілька компаній, але до 1900-х років двома основними компаніями були «Barcelona Tramways» та «Compañía General de Tranvías». 
Електрифікація відбулася в 1900-х роках, а з 1910 року було введено номери маршрутів. 
В 1925 році дві основні компанії об'єдналися в «Tranvías de Barcelona» (TB). 
Громадянська війна в Іспанії (1936-1939) завдала великої шкоди трамвайним коліям.

Трафік відновлено в 1950-х — 1960-х рр, а на деяких маршрутах використовували двоповерхові трамваї. 
На початку 1960-х років рухомий склад із 101 вагона PCC був придбаний вживаним у американському місті Вашингтон і після модифікації введенний в експлуатацію у Барселоні.

Проте потім відбувся демонтаж трамвайних ліній. 
За винятком Tramvia Blau, дві останні трамвайні лінії було закрито 18 березня 1971 року. 
Протягом наступних тридцяти років ця одна коротка лінія була єдиною трамвайною колією у Барселоні.

В 2004 році було відкрито дві нові трамвайні  лінії: TramBaix на заході — 5 квітня, а Trambesòs на сході — 8 травня

## Сьогодення

### Tramvia Blau

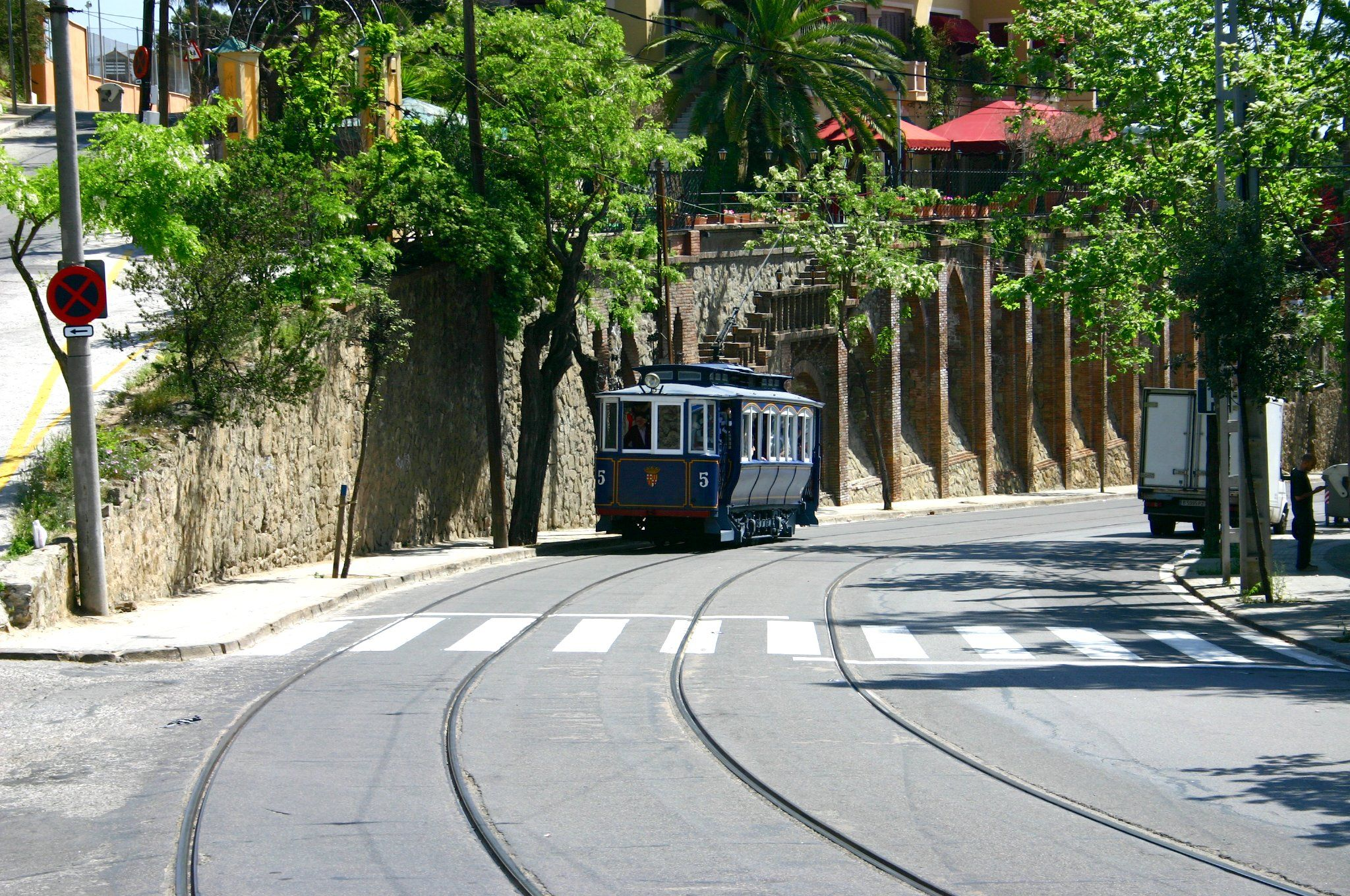
Tramvia Blau

Tramvia Blau — лінія історичного трамваю завдовжки 1,3 км, що обслуговує горбистий район Сарріа-Сант-Жервасі. 
Він сполучає кінцеву станцію Авінгуда-Тібідабо лінії L7 та  Барселонського метро з нижньою станцією фунікулера Тібідабо, забезпечуючи таким чином частину наскрізного сполучення від центру міста до Тібідабо.

Tramvia Blau є під орудою «Transports Metropolitans de Barcelona» (TMB), хоча і не є частиною «Autoritat del Transport Metropolità» (ATM) і, отже, не інтегрована з іншими мережами громадського транспорту столичного регіону; оплата квитків здійснюється готівкою лише трамвайним операторам. 
Лінія обслуговується парком із семи трамвайних вагонів побудови 1901 — 1906 рр

### Trambaix

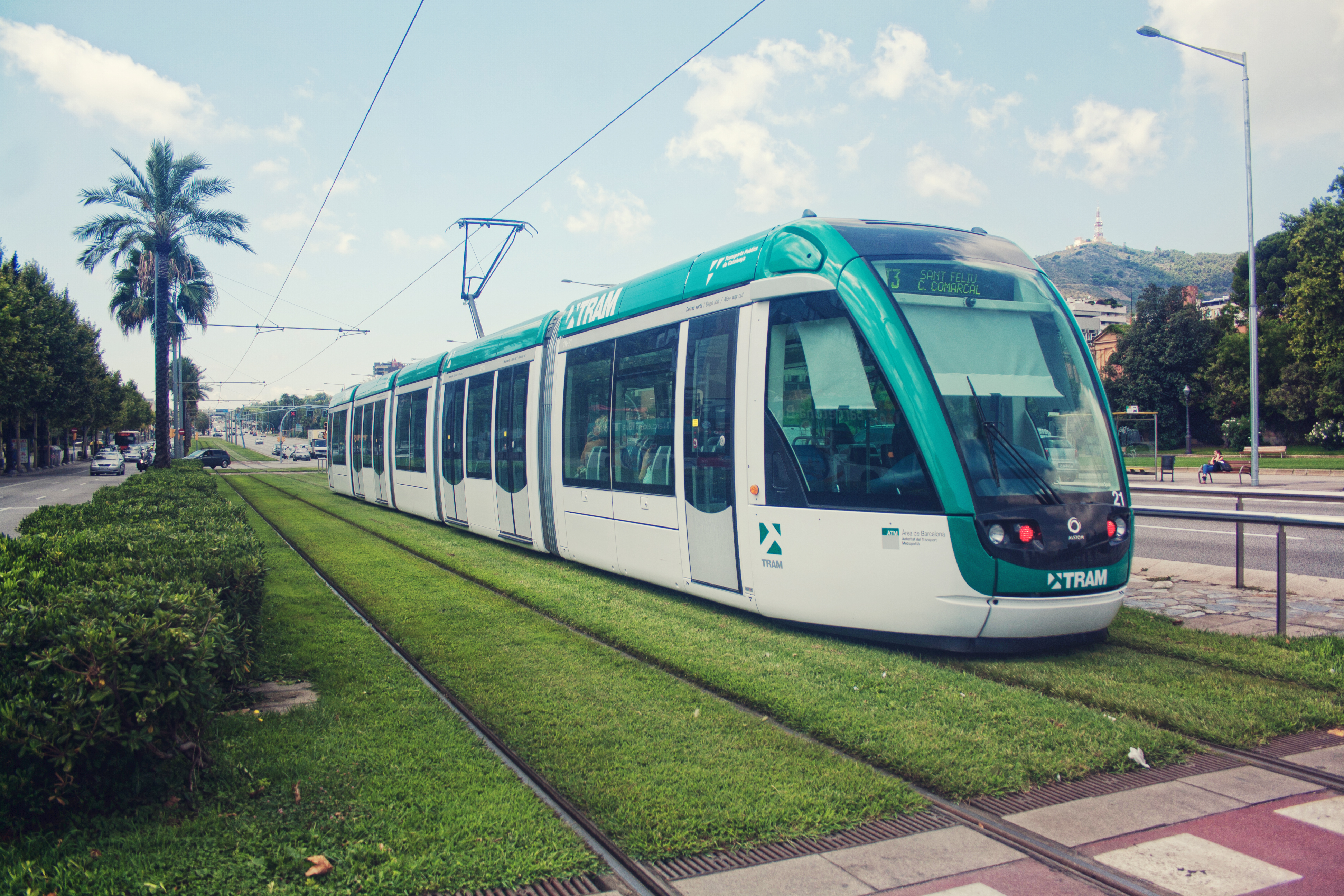
Trambaix

Trambaix — мережа штадтбану, що сполучає район Баш-Любрагат з містом Барселона. 
Має у своєму складі три маршрути (T1, T2 і T3), що мають спільну кінцеву станцію на площі Франсеска Масія, на захід від центру міста, і прямує на захід, повз Оспіталет-де-Льобрегат, Асплугас-да-Любрагат, Курналя-да-Любрагат, Сан-Жуан-Даспі, Сан-Жуст Десверн і Конселл-Комаркал у Сант-Феліу-де-Льобрегат.
Trambaix управляється компанією TramMet і є частиною мережі банкоматів і інтегрований з іншими мережами громадського транспорту столичного регіону. 
На лінії використовується рухомий склад Alstom Citadis.

### Trambesòs

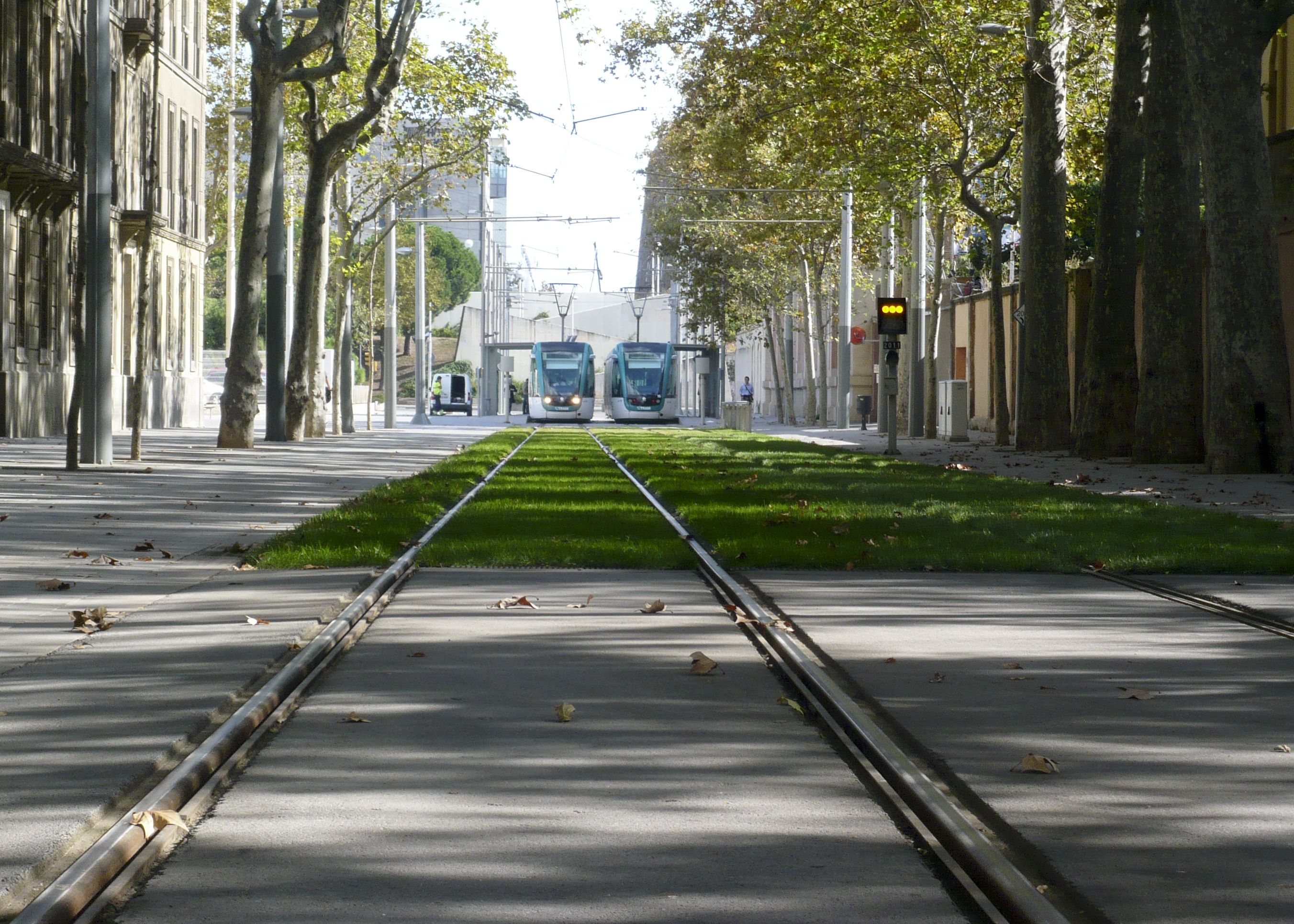
Trambesòs

Trambesòs — мережа штадтбану, має склад з трьох маршрутів, що сполучають район Сан-Марті у Барселоні з муніципалітетами Бадалона і Сант-Адріа-да-Базос. 
Його назва походить від поєднання слів «трамвай», абревіатури каталонського слова tramvia, і «Besòs», назви району на півночі Барселони , де тече річка Бесос. 

Як і Trambaix, Trambesòs є під орудою TramMet і є частиною мережі банкоматів та інтегровано з іншими мережами громадського транспорту метрополійного регіону. 
Використовує той самий тип рухомого складу, що й система Trambaix.